# Габријел Гомез
Габријел Гомез (шп. Gabriel Enrique Gómez Girón; 29. мај 1984) панамски је фудбалер. Рекордер по броју наступа за фудбалску репрезентацију Панаме.

## Каријера
Док је играо у млађим категоријама, Гомезов надимак је био Gavilán (јестреб). Професионално је играо у шест земаља, углавном у Колумбији и Португалу. Године 2007. преселио се у Португал и потписао је за Белененсес, а претходно је играо за Санта Фе. Гомес је дебитовао у португалском првенству 20. аугуста 2007. против Навала. Године 2010. прелази у кипарски Ермис Арадипу, заједно са саиграчем из Белененсеса Вендером.
У августу 2011. потписао је за колумбијски Ла Екидад, заједно са њим у екипи су били сународници Габријел Торес и Роман Торес. Дана 21. децембра 2011. је потписао уговор са Филаделфијом јунион, а први гол у МЛС лиги је дао на отварању сезоне против Портланд Тимберса.
Гомез се вратио у Колумбију у децембру 2012. године, играо је за Атлетико Хуниор. Од 2017. године наступа за Атлетико из Букараманге.

## Репрезентација
Дебитовао је за сениорску репрезентацију Панаме 2003. године. Био је уврштен у састав Панаме на Светском првенству у Русији 2018. године.
Гомес је рекордер по броју наступа за фудбалску репрезентацију Панаме, до 2018. године је играо 148 пута за репрезентацију.

## Приватни живот
Гомес је ожењен са манекенком Ингрид Гонзалез и имају двоје деце.

## Трофеји

### Панама
- КОНКАКАФ златни куп : 2. место 2005, 2013; 3. место 2015.